# Theodor Enescu
Theodor Enescu (n. 12 septembrie 1926 - d. 7 iulie 1998) a fost un scriitor, traducător, istoric și critic de artă român. A fost considerat cel mai devotat cercetător al artei lui Ștefan Luchian 

## Biografia
A absolvit Facultatea de litere și filosofie a Universității din București, specializându-se în istoria artei cu George Oprescu (1945-1949). 
A fost angajat la Muzeul național de artă al României în 1950, după care va urma cariera de cercetător la Cabinetul de stampe al Academiei (1951-1954). În 1954 este arestat și condamnat în cadrul procesului "Noica-Pillat", și va fi închis până la amnistierea cvasigenerală din anul 1964. După eliberare este reintegrat la Institutul de istoria artei din București, fiind pe rând cercetător științific, șef de secție și mult mai târziu  a deținut pentru o perioadă de timp conducerea Institutului de Istorie a Artei din București, apoi  a fost directorul Muzeului Național de Artă al României de la anul 1990 până în 1995.
A publicat în Studii și cercetări de istoria artei. Arta plastică, Secolul XX, ș.a. 

## Scrieri
- Album Luchian, Monitorul Oficial, București, 2015, Cod MOO978-973-567-885-2
- Scrieri despre artă 2, Editura Meridiane, București, 2003, ISBN 973-33-0443-3
- Scrieri despre artă 1 - Luchian și originile spiritului modern în pictura românească, Editura Meridiane, București, 2000, ISBN 973-33-0411-5
- Camil Ressu, Editura Meridiane, București, 1984
- Virgil Almășanu, Editura Meridiane, București, 1979
- Simbolismul în pictură, în Pagini de artă modernă românească, Editura Academiei, București, 1974
- Expoziția de pictură G. Petrașcu [catalog], Muzeul de Artă al R.S.R., București, 1972
- G. D. Mirea, Editura Meridiane, București, 1970

## Traduceri
Jurnalul de bord al lui Cristofor Columb, reeditare editura Artemis, 1993
Luis Velez de Guevara, Diavolul șchiop. Domnie după moarte, București, ELU, 1968
Bernard Berenson, Pictori italieni ai renașterii, București, Editura Meridiane,.

## Afilieri
Uniunea artiștilor plastici din România, secția de critică de artă.